# André Falcon
André Falcon (* 28. November 1924 in Lyon; † 22. Juli 2009 in Paris) war ein französischer Schauspieler.

## Leben
Nach kleinen Rollen, u. a. als Résistancekämpfer in Brennt Paris?, wurde er 1967 am Théâtre Moderne, wo er neben Claude Jade in Sacha Pitoëffs Pirandello-Inszenierung Henri IV spielte, von François Truffaut für die Rolle des Detektei-Chefs Blady in Geraubte Küsse (1968) entdeckt. Auf die Rolle des kauzigen Blady folgten Rollen in Philippe Labros Tout peut arriver (1969), Jacques Derays Un peu de soleil dans l’eau froide (1971) und Costa-Gavras’ Der unsichtbare Aufstand (1972). Falcon blieb in erster Linie Theaterschauspieler, wirkte in der Folgezeit jedoch in vielen Filmen mit, unter anderem in Claude Lelouchs Ein glückliches Jahr und Der Gute und die Bösen, André Cayattes Kein Rauch ohne Feuer, Claude Chabrols Nada, Jacques Derays Borsalino & Co, Alfred Vohrers Die Antwort kennt nur der Wind, Carlos Sauras Los, Tempo, Henri Verneuils Tausend Milliarden Dollar und Guy Jorrés Tante Blandine.

## Filmografie (Auswahl)
- 1954: Der Graf und die drei Musketiere (Le vicomte de Bragelonne)
- 1966: Brennt Paris? (Paris brûle-t-il?)
- 1967: Die Zeit der Kirschen ist vorbei (Le grand dadais)
- 1968: Geraubte Küsse (Baisers volés)
- 1969: Allô Police (Fernsehserie, eine Folge)
- 1970: Das Geständnis (L’aveu)
- 1976: Dr. med. Françoise Gailland (Docteur Françoise Gailland)
- 1971: Die Entführer lassen grüßen (L’aventure, c’est l’aventure)
- 1971: Neun im Fadenkreuz (Sans mobile apparent)
- 1972: Der unsichtbare Aufstand (État de siège)
- 1973: Die Schlange (Le serpent)
- 1973: Ein glückliches Jahr (La bonne année)
- 1973: Ich – die Nummer eins (Le silencieux)
- 1973: Kein Rauch ohne Feuer (Il n’y a pas de fumée sans feu)
- 1973: Die Abenteuer des Rabbi Jacob (Les aventures de rabbi Jacob)
- 1973: Die Umstandshose (L’événement le plus important depuis que l’homme a marché sur la lune)
- 1974: Borsalino & Co. (Borsalino and Co.)
- 1974: Ein Leben lang (Toute une vie)
- 1974: Eiskalt wie das Schweigen (Les seins de glace)
- 1974: Graf Yoster gibt sich die Ehre: Der Papageienkäfig
- 1974: Die Antwort kennt nur der Wind
- 1974: Nada
- 1976: Der Gute und die Bösen (Le bon et les méchants)
- 1976: Mado
- 1976: Emanuela 77 (La marge)
- 1977: Atemlos vor Angst (Sorcerer)
- 1977: Der Antiquitätenjäger (L’homme pressé)
- 1977: Die Gang (Le gang)
- 1977: Madame Claude und ihre Gazellen (Madame Claude)
- 1978: Mit verbundenen Augen (Les ojos vendados)
- 1978: Mit Rose und Revolver (Les Brigades du tigre, Fernsehserie, eine Folge)
- 1979: I wie Ikarus (I comme Icare)
- 1980: Killer stellen sich nicht vor (Trois hommes à abattre)
- 1980: Auch Mörder haben schöne Träume (Pile ou face)
- 1981: Los, Tempo (Deprisa, deprisa)
- 1982: Tausend Milliarden Dollar (Mille milliards de dollars)
- 1982: Wochenende im Paradies (Julien Fontanes, magistrat: week-end au paradis)
- 1986: 27 Stunden (Veintisete horas)
- 1995: Treffpunkt Kronen-Bar (Historias del Kronen)
- 1996: Hauptmann Conan und die Wölfe des Krieges (Capitaine Conan)
- 2002: Nestor Burmas Abenteuer in Paris (Nestor Burma, Fernsehserie, 1 Folge)